# 長尾景隆
長尾 景隆（ながお かげたか）は、戦国時代の武士。山内上杉家の家臣。上田長尾家の当主。
父である長尾兵庫助が早世したため、祖父・肥前守房景の跡を実兄・憲長が継いだが、憲長も早世したため顕吉が上田長尾本家を継ぐ。このとき、憲長の未亡人上条氏を妻とし、その遺児・新六（後の房長）を猶子とした。上条氏との間には景明、玖圓侍者、女子（天甫公）が生まれ、それぞれ房長の異父弟・異父妹となった。
上杉顕定の偏諱を受け顕吉と名乗ったと云われる。しかし、上田長尾家の系図は錯綜しており、景隆と顕吉を別人とする説も多い。
越後長尾氏の一族ではあるが、関東管領家の被官であったようだ。一部の史料では｢上杉謙信の外祖父｣とされることもある。上杉定実・長尾為景らが上杉房能を打倒した前後で、上田長尾本家を養子の房長が継いだ。